# Narendra Karmarkar
Narendra K. Karmarkar (Gwalior, 1957) é um matemático indiano, mais conhecido por seu trabalho na criação do chamado "algoritmo de Karmarkar".
É listado como um dos pesquisadores mais citados do ISI.